# Chassalia bipindensis
Chassalia bipindensis là một loài thực vật có hoa trong họ Thiến thảo. Loài này được Sonké, Nguembou & A.P.Davis mô tả khoa học đầu tiên năm 2007.